# Желанов, Михаил Владимирович
Михаил Владимирович Желанов (24 июля 1964, Потсдам, ГДР) — советский и российский футболист, нападающий. Тренер, судья, функционер.
Воспитанник московских СДЮШОР-2 Люблинского РОНО и СДЮШОР «Торпедо». За дубль «Торпедо» играл в 1981—1986 годах, за главную команду провёл два матча: 20 августа 1983 в гостевой игре против «Динамо» Минск (1:1) заменил на 61-й минуте Анатолия Соловьёва и 14 августа 1985 в гостевой игре 1/16 Кубка СССР против «Пахтакора» (3:2, д. в.) на 94-й минуте заменил Александра Дозморова. Вторую половину сезона-86 отыграл в первой лиге за «Нистру» Кишинёв. Для прохождения армейской службы перешёл в 1987 году в таллинский «Спорт» (при этом числился курсантом ТВВПСУ), а после начала следующего сезона — в другую команду второй лиги — ЦСКА-2 (вместе с Сергеем Газдановым и Валерием Карпиным). 1989 год отыграл в дубле харьковского «Металлиста». В 1990 году не выступал, в 1991 году играл за команду второй низшей лиги «Химик» Дзержинск и команду второй лиги «Нива» Винница. В сезоне 1991/92 выступал за польский клуб «Бохня». Завершал карьеру игрока в командах второй российской лиги «Орехово» Орехово-Зуево (1995) и «УралАЗ» Миас (1996).
Работал тренером в СДЮШОР «Торпедо-ЗИЛ» (1997) и молодёжной команде ЦСКА (1999). В 1998—2000 годах — судья во втором дивизионе и первенстве КФК. В 2001 году окончил МГАФК.
В 2000—2002 годах — администратор в ЦСКА, в феврале — августе 2003 — администратор в «Уралане». В 2009 году стал главным менеджером московского «Спартака», который возглавил игравший с Желановым в «Спорте» Валерий Карпин. Покинул клуб после чемпионата 2012/13. В 2015—2018 годах — начальник команды «Торпедо»/«Армавир», которую также вначале тренировал Карпин. Сейчас работает тренером в СШОР по футболу «Буревестник».